# Mathilde Gros
  Mathilde Gros    (Sainte-Catherine-lès-Arras, 27 d'abril de 1999) és una esportista francesa que competeix en la modalitat de ciclisme en pista.
Gros ha aconseguit guanyar una medalla de bronze al Campionat Mundial de Ciclisme en Pista de 2019 i cinc medalles en el Campionat Europeu de Ciclisme en Pista entre els anys 2017 i 2021. Als Jocs Europeus de Minsk 2019 va obtenir una medalla de plata en la prova de velocitat individual. El 2021 disputà els seus primers Jocs Olímpics, on participà a les proves de Keirin, on quedà eliminada als quarts de final, i Velocitat, on fou eliminada als vuitens de final.

## Palmarès
| Campionat Mundial   | Campionat Mundial          | Campionat Mundial | Campionat Mundial            |
| Any                 | Lloc                       | Medalla           | Competició                   |
| ------------------- | -------------------------- | ----------------- | ---------------------------- |
| 2017                | Montichiari ( Itàlia)      | 1                 | 500m, Junior                 |
| 2017                | Montichiari ( Itàlia)      | 1                 | Keirin, Junior               |
| 2017                | Montichiari ( Itàlia)      | 1                 | Velocitat individual, Junior |
| 2019                | Pruszków ( Polònia)        | 3                 | Velocitat individual         |
| Jocs Europeus       |                            |                   |                              |
| Any                 | Lloc                       | Medalla           | Competició                   |
| 2019                | Minsk ( Belarús)           | 2                 | Velocitat individual         |
| Campionat Europeu   |                            |                   |                              |
| Any                 | Lloc                       | Medalla           | Competició                   |
| 2016                | Montichiari ( Itàlia)      | 1                 | Velocitat individual, Junior |
| 2016                | Montichiari ( Itàlia)      | 1                 | 500m, Junior                 |
| 2017                | Berlín ( Alemanya)         | 1                 | Velocitat individual, Junior |
| 2017                | Berlín ( Alemanya)         | 1                 | 500m, Junior                 |
| 2017                | Berlín ( Alemanya)         | 1                 | Keirin, Junior               |
| 2017                | Berlín ( Alemanya)         | 2                 | Velocitat individual         |
| 2018                | Glasgow ( Regne Unit)      | 1                 | Keirin                       |
| 2018                | Glasgow ( Regne Unit)      | 3                 | Velocitat individual         |
| 2019                | Apeldoorn ( Països Baixos) | 1                 | Keirin                       |
| 2021                | Grenchen ( Suïssa)         | 3                 | Velocitat individual         |
| Campionat de França |                            |                   |                              |
| Any                 | Lloc                       | Medalla           | Competició                   |
| 2015                | França                     | 1                 | Velocitat individual, Junior |
| 2016                | França                     | 1                 | 500m                         |
| 2016                | França                     | 1                 | Keirin                       |
| 2017                | França                     | 1                 | 500m                         |
| 2017                | França                     | 1                 | 500m, Junior                 |
| 2017                | França                     | 1                 | Velocitat individual         |
| 2017                | França                     | 1                 | Velocitat individual, Junior |
| 2018                | França                     | 2                 | 500m                         |
| 2018                | França                     | 1                 | Velocitat individual         |
| 2019                | França                     | 1                 | 500m                         |
| 2019                | França                     | 1                 | Keirin                       |
| 2019                | França                     | 1                 | Velocitat individual         |